# Lucrèce (Rembrandt)
Pour les articles homonymes, voir Lucrèce (homonymie).
Lucrèce est un tableau réalisé par le peintre néerlandais Rembrandt en 1664. De format vertical, cette huile sur toile représente Lucrèce sur le point de se suicider d'un coup de poignard. L'œuvre est signée et datée sous le bras tenant le poignard. Reçue en don en 1937, l'œuvre est conservée à la National Gallery of Art, à Washington, aux États-Unis.

## Description
Rembrandt a choisi de montrer Lucrèce à mi-corps. Elle occupe la majeure partie de la toile et semble émerger du fond sombre et uni. La jeune femme est vêtue d'une riche robe couleur or et parée de nombreux bijoux : un collier d'or, une boucle d'oreille de perle, une ceinture de gemmes serties. Elle penche la tête vers le poignard qu'elle tient dans sa main gauche.

## Analyse
Rembrandt se démarque de l'iconographie classique du suicide de Lucrèce, présentant une jeune femme dénudée et souvent séductrice. L'artiste choisi de représenter l'héroïne de la Rome antique entièrement vêtue, évacuant ainsi toute possibilité de faire de Lucrèce une tentatrice.
La manière rutilante, ici utilisée pour dépeindre la robe, est caractéristique de la fin de la carrière du peintre néerlandais.
L'artiste a réalisé une autre version du suicide de Lucrèce conservé au Minneapolis Institute of Art. Cette oeuvre présente la jeune femme en chemise de nuit tâchée de sang, appelant à l'aide après s'être poignardée.